# Schildzahnhai
Der Schildzahnhai (Odontaspis ferox), auch Kleinzahn-Sandtigerhai genannt, ist eine Art aus der Gattung der Kleinzahn-Sandtigerhaie (Odontaspis) innerhalb der Familie der Sandhaie (Odontaspididae).

## Beschreibung
Schildzahnhaie haben die typische stromlinienförmige Gestalt pelagisch lebender Haie. Sie werden maximal 4,10 Meter lang. Die Oberseite ist von graubrauner Farbe. Sie schimmert metallisch und kann zusätzlich kleine, rote Punkte aufweisen. Die Unterseite ist hell. Die Brustflossen sind kurz und breit. Die zweite Rückenflosse relativ groß. Der Schwanzstiel ist kurz. Die Afterflosse ist etwa so groß wie die zweite Rückenflosse. Die Schwanzflosse hat einen großen oberen und kleinen unteren Teil. Alle fünf Kiemenspalten liegen vor der Brustflosse.

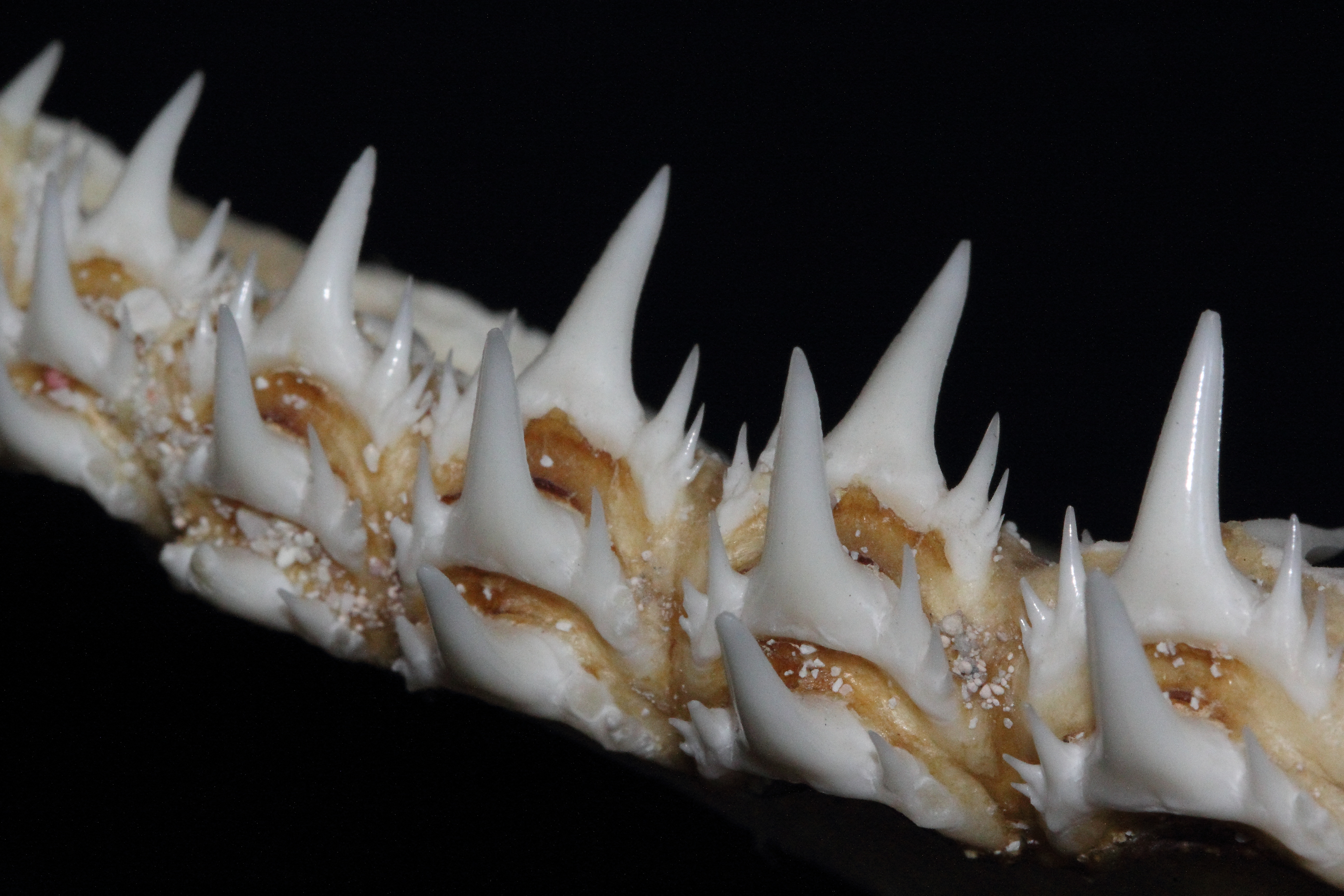
Zähne des Schildzahnhais

Die Zähne beider Kiefer haben eine lange, zentrale Spitze, und mehrere kleine Nebenspitzen. Die Zähne des Unterkiefers sind auch bei geschlossenem Maul sichtbar.

## Verbreitung

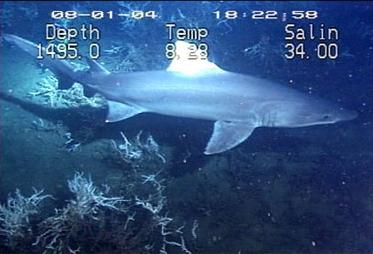
Schildzahnhai im Golf von Mexiko

Der Schildzahnhai lebt weltweit über den Kontinentalsockeln im Atlantik, im Pazifik, im Indischen Ozean und im gesamten Mittelmeer in Tiefen von 10 bis 530 Metern. Auf den kanarischen Inseln wurden die Haie auch schon in deutlich flacherem Wasser gesichtet, wobei es sich um trächtige Weibchen handelte, was vermuten lässt, dass die Haie die Gewässer aufsuchen, um ihre Jungtiere zu gebären.

## Lebensweise
Die Haie leben einzeln oder in kleinen Schwärmen. Sie sind nachtaktiv und schwimmen recht langsam. Knochenfische, Krebstiere und Kopffüßer bilden ihre Nahrung. Schildzahnhaie sind lebendgebärend. Das jeweils größte Junge frisst in der Gebärmutter jüngere Eier und Embryonen. Sie bekommen pro Wurf zwei Junge, je Gebärmutter eines, die bei der Geburt schon einen Meter lang sind.

## Hai und Mensch
Die für Menschen harmlosen Haie stehen auf der Roten Liste bedrohter Arten der Weltnaturschutzunion International Union for Conservation of Nature and Natural Resources (IUCN). In Schutzgebieten wie dem Meeresreservat vor El Hierro, wo unter anderem auch ihre Kinderstube liegt, werden sie durch den zunehmenden Tauch- und Wassersport bedrängt. Außerdem gehören sie zu den Haiarten, die wegen ihrer Flossen gejagt werden. 